# 菲利斯·馬加夫
禾富簡-菲利斯·馬加夫（德語：Wolfgang-Felix Magath，1953年7月26日—）出生於西德阿沙芬堡，是一名德國前足球運動員，司職中場，在效力汉堡期間成名，贏得3屆德甲冠軍及歐洲冠軍盃和歐洲盃賽冠軍盃各1次，他亦曾為西德國家隊上陣超過40場，並奪得1980年歐洲國家盃冠軍，退役後擔任教練。

## 生平

### 球員
馬加夫在球員時代效力德國球會，較為著名的是漢堡。1983年欧洲冠军联赛決賽，正是他一箭定江山，以1-0擊敗意甲勁旅尤文图斯，為漢堡奪得欧洲冠军联赛冠軍。
他也有代表西德國家隊上陣，跟隨過國家隊贏得1982年世界盃和1986年世界盃两次世界杯亞軍。

### 教練
退役後他先在漢堡展開教練生涯。數年後他轉教拜仁慕尼黑時，贏得了執教生涯第一個德甲冠軍；2007年他開始執掌德甲球會狼堡，並在2008/09年球季為球隊首奪德甲冠軍。
2009年，馬加夫宣佈轉投沙尔克04足球俱乐部，帶領球隊的首個球季取得德甲亞軍及翌年歐聯入場劵。夏季馬加特大舉增兵，雖然在歐聯晉級八強，而德國盃亦在準決賽淘汰拜仁慕尼黑晉級決賽對德乙的杜伊斯堡，但在聯賽的成績差劣，排在積分榜第10位，距離降級區域僅差5分，加上在買賣球員與董事會及球迷意見相左，於2011年3月16日球會召開特別會議後宣佈提前20個月解僱馬加特。
遭革職後僅兩天，馬加夫隨即重返狼堡，擔任主教練兼總經理，簽約至2013年6月30日。
于2013/2014年球季，仅余下十三埸球赛的情况下，接任榜尾球队富勒姆教练，成为英超首位德籍教练，最終富勒姆依舊降級，但馬加特並未離職。一般來說剛從英超降級的球隊應該都能輕鬆在英冠留在非常前面的位子，可是下一季英冠開季七場竟然一場都沒贏，僅得1和6負，在積分表敬陪末席，於是球隊便把領隊馬加特辭退。
2016年6月8日，山东鲁能泰山官方宣布，德国教练菲利克斯·马加特上任球队主教练。

## 個人
马加特具有波多黎各血统，他父亲是一名二战后驻扎在德国的波多黎各裔美軍士兵，母亲是德國当地女子。其父1954年返回美国时将母子抛弃，而後马加特一直隨母居於西德，直至2000年才跟生父相認。

## 榮譽

### 球員
西德國家隊
- 欧洲足球锦标赛冠軍：1980年；

漢堡
- 德国足球甲级联赛冠軍：1978/79年、1981/82年、1982/83年；
- 歐洲冠軍盃冠軍：1982/83年；
- 歐洲盃賽冠軍盃冠軍：1976/77年；

### 教練
斯图加特
- 欧洲足联国际托托杯冠軍：2000年；

拜仁慕尼黑
- 德国足球甲级联赛冠軍：2004/2005、2005/2006；
- 德国足协杯冠軍：2004/2005、2005/2006；
- 德国联赛杯冠軍：2004/2005；

沃尔夫斯堡
- 德国足球甲级联赛冠軍：2008/2009；

## 外部連結
- Bundesliga stats at Fussballdaten （页面存档备份，存于） （德文）
- 菲利斯·馬加夫在National-Football-Teams.com的資料